# Antônio Luiz Cagnin
Antônio Luiz Cagnin (Araras, 13 de junho de 1930 — Embu das Artes, 8 de outubro de 2013) foi um professor universitário, semiólogo e pesquisador de histórias em quadrinhos brasileiro.

## Biografia
Doutor em “semiologia da imagem”, foi professor universitário da Universidade de São Paulo, Cagnin publicou em 1975, o livro "Os Quadrinhos", estudo sobre quadrinhos através da semiótica, publicado no ano anterior como uma tese de mestrado, em 1986, iniciou uma pesquisa sobre Angelo Agostini, pioneiro da história em quadrinhos no Brasil, em 1990, ao lado de Álvaro de Moya e Waldomiro Vergueiro fundou o Núcleo de Pesquisas de Histórias em Quadrinhos, agora chamado de Observatório de Histórias em Quadrinhos na área da Escola de Comunicações e Artes da Universidade de São Paulo. Em 1996, criou ao lado de Wagner Augusto da editora CLUQ, a revistas Phenix, em 1999, reativou a revista Quadreca, criada na USP em 1977 por Sônia Luyten.
Cagnin também é pai do influencer Nando Moura.

### Morte
Cagnin morreu em 8 de outubro de 2013, vítima de infarto fulminante, Cagnin pretendia relançar o livro Os Quadrinhos, o livro foi reeditado postumamente em 2015,  pelo selo do Observatório de Histórias em Quadrinhos da Criativo Editora, tendo revisão do próprio Cagnin e sua última entrevista publicada.

## Carreira Política
Concorreu ao cargo de vereador no município de Embu das Artes pelo Partido Verde, em 2000, tendo alcançado a posição de suplente ao receber 74 votos.

## Prêmios
- Prêmio Angelo Agostini - Mestre do Quadrinho Nacional (2008)